# Halstead (Kansas)
Halstead – miasto w Stanach Zjednoczonych, w stanie Kansas, w hrabstwie Harvey.